# Parque y Vivero Alerce
El Parque y Vivero Alerce es un área natural de la comuna de Puerto Montt, en la región de Los Lagos, Chile. Dentro de su área de protección se encuentran espacios para apreciación de la naturaleza, senderos, espacios de recreación, reciclaje y cultivo de especies vegetales. Siendo de gran atractivo turístico en la ruta V-615. 

## Descripción
El Parque es administrado por la Delegación Municipal de Alerce de la Municipalidad de Puerto Montt y se ubica en el kilómetro 2 a La Colonia, en un sector conocido como Arrayán. El Parque tiene una extensión de XX hectáreas con espacios señalizados para el tránsito peatonal y vehicular.  Parque, tipo de hábitat. Cantidad de visitantes al año. Tipo de actividades que realiza.

## Historia
El lugar perteneció al Ejército de Chile durante la dictadura y era utilizado como campo de entrenamiento.
Tradicionalmente en el Parque se celebra la Fiesta de la Chilenidad, una instancia de encuentro social organizado por la Agrupación Cultural Costumbrista de Alerce, la Fiesta Vive la Naturaleza organizada por el Departamento de Turismo, la Feria de Hortaliceros, Gastronomía y Cerveceros impulsada por la delegación municipal, la Ruta de las Tradiciones, entre otros muchos eventos sociales y escolares que atraen a la comunidad local.  
En septiembre del 2024, una granada fue encontrada en el predio del Parque, por lo que se decidió cerrarlo a público, mientras el Grupo de Operaciones Policiales Especiales (GOPE) realiza las tareas de rastreo. El mismo hecho había sido reportado en el 2011.

## Especies
Existen distintas especies de fauna, flora y fauna que se pueden encontrar en un entorno de bosque nativo. 